# Église Santissimo Crocifisso (Barga)
L’église Santissimo Crocifisso est une église du XVe siècle, située dans le centre de Barga dans la région de Toscane en Italie.

## Description
La façade a deux statues de marbre dans des niches : une représente Saint-Jean-Baptiste et l'autre sainte-Catherine d'Alexandrie. L'intérieur est divisé en une nef à deux bas-côtés. Il est richement décoré de stucs et de dorures. Le chœur en bois est sculpté.